# 道の駅伊良湖クリスタルポルト

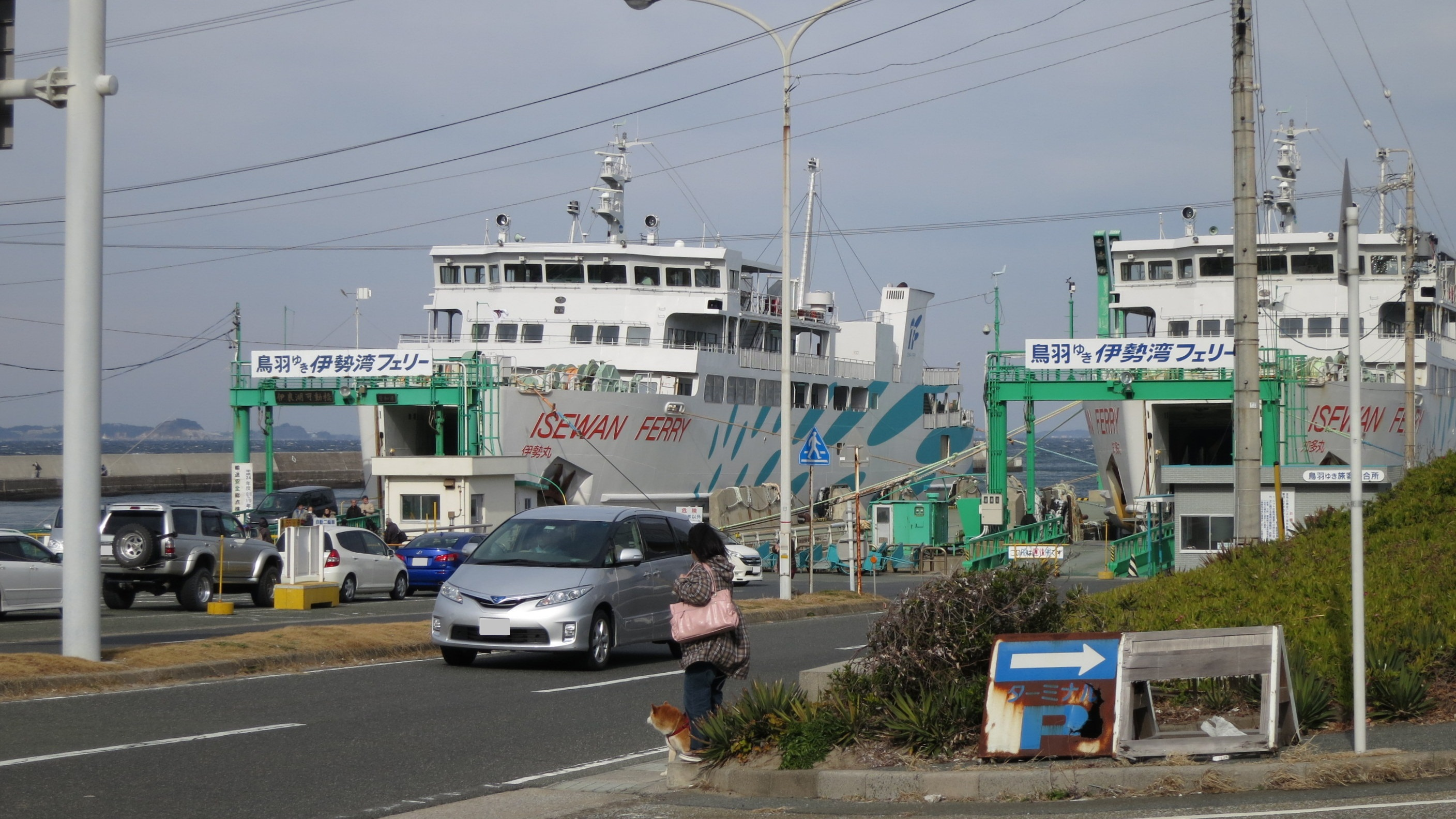
伊良湖港での伊勢湾フェリー
伊良湖 - 鳥羽間を就航している

道の駅伊良湖クリスタルポルト（みちのえき いらごクリスタルポルト）は、愛知県田原市伊良湖町にある国道42号の道の駅である。

## 概要
国道42号（国道259号）上の渥美半島先端の伊良湖岬に位置し、伊良湖港の旅客ターミナルを兼ねている。
この施設は1970年（昭和45年）7月に伊良湖港湾観光センターとして設置された。伊良湖港湾観光センターは鉄筋コンクリート造り2階建てで、1階には海陸交通ターミナル事務所、待合室、食堂、売店があった。また、2階には伊良湖ビジターセンター（伊良湖自然科学博物館）があった。
後に改装を行うと共に、1994年（平成6年）8月に現在の「道の駅伊良湖クリスタルポルト」へと名称を改め博物館は閉館した。
旧渥美町と石垣市が姉妹都市提携をしていた縁で、2F売店で沖縄名産品を販売していた。
新型コロナウイルス感染症によるフェリー利用者の減少等の影響により、2020年（令和2年）5月30日以降休館していた。
2021年（令和3年）3月16日から2階トイレなど一部施設が、7月1日から食堂・売店が、それぞれ営業を再開した。なお3月の一部再開と前後して、建物外壁や玄関に設置されていた道の駅のシンボルマークが撤去され道の駅スタンプも休止中となった。
田原市は2022年度（令和4年度）一般会計補正予算に道の駅を運営会社から買い取る関連予算を盛り込んだ。2022年6月、田原市は施設を所有していたHMIホテルグループから2億2千万円で建物を購入。
施設改修工事のため2022年10月から休館し、2023年6月4日にリニューアルオープンした。同月8日からは、レンタカーの受付・電動バイクのレンタルを開始する。

## 施設
駐車場
- 普通車：102台
- 大型車：4台
- 身障者用：2台

トイレ
- 男性：大便器・9器（1器）、小便器・15器（1器）
- 女性：20器（1器）
- 身障者用：1器（0器）

※（）内は24時間使用可能
公衆電話

## 館内の設備
1F（徒歩乗船客出入口）
- やしの実博物館（休業中）
- 催事場（休業中）
- ゲームコーナー（休業中）

2F（正面出入口）
- 売店・特産物販売所（営業時間：8：30 - 17：40）
- 乗船チケットカウンター（伊勢湾フェリー・名鉄海上観光船・神島観光船）
- 食堂（営業時間：9：30 - 16：00）

3F
- 団体客専用食堂（休業中）

## やしの実博物館
島崎藤村の詩『椰子の実』をメインテーマにした博物館で、別名は伊良湖自然科学博物館。
世界のヤシ約100種の幹や花房、種などの実物を収集・展示するほか、ヤシと人および伊良湖との関わりを紹介している。また、別名の通り渥美半島の歴史や自然、文化の展示も行われている。

## 運営
当初、道の駅の運営は旧施設名と同名の第三セクター・株式会社伊良湖港湾観光センターによるものであったが、第三セクターは解散し、伊良湖ガーデンホテル（後の伊良湖シーパーク&スパ）を経営する民間会社である株式会社伊良湖リゾート（HMIグループ）に移った。道の駅は田原市が会社から一部を借り受けてサービスを提供するという形を取っていた。2021年（令和3年）3月31日を以って契約満了。
田原市は2022年度（令和4年度）一般会計補正予算に道の駅を運営会社から買い取る関連予算を盛り込み、2022年6月に田原市は施設を所有していたHMIホテルグループから2億2千万円で建物を購入、2022年9月末に建物の引き渡しがされた。その後、田原市商工会などが出資する「田原観光情報サービスセンター」が指定管理者として運営することとなり、2022年10月からの改修工事を経て、2023年6月にリニューアルオープンしている。

## 休館日
- 年中無休

## 主な道路
- 国道42号（表浜街道） - 登録路線
- 国道259号（田原街道）
- 愛知県道497号田原豊橋自転車道線（渥美サイクリングロード）

## アクセス
- 豊橋鉄道渥美線 三河田原駅より豊鉄バス伊良湖本線「伊良湖岬」バス停下車。
- JR東海道本線 / 飯田線・名鉄名古屋本線 豊橋駅より豊鉄バス伊良湖本線保美バス停乗り換えで「伊良湖岬」バス停下車。
- 東名高速道路 豊川インターチェンジより車で約90分。
- 河和港から名鉄海上観光船（高速船）
- 鳥羽港から伊勢湾フェリー

## 周辺
- 伊良湖岬灯台
- 恋路ヶ浜
- 日出の石門